# Frank Whittle
Frank Whittle (1 de junio de 1907 - 9 de agosto de 1996) fue un ingeniero aeronáutico y militar británico de la Royal Air Force.
Comparte con el alemán Hans von Ohain, investigando de forma separada, el diseño del primer motor a reacción operativo.

## Biografía
Whittle nació en Coventry, Reino Unido. Su padre trabajaba de capataz en una fábrica de herramientas y era a la vez un hábil e inventivo mecánico. 
En 1916 la familia se trasladó a Royal Leamington Spa, donde su padre había comprado un taller con unos tornos y otras herramientas y un motor de cilindros de gas. Este fue su primer contacto y su familiarización con los motores y maquinarias.
No continuó mucho tiempo en la escuela debido a las dificultades económicas de su familia. En 1923 ingresa en una escuela de aprendices de la RAF, donde logra llamar la atención de alguno de sus oficiales, por la calidad de las maquetas de aviones que construía, así como sus buenas cualidades para las matemáticas. Por recomendación de sus profesores, fue propuesto para la escuela de oficiales de la RAF, donde ingresó en 1926, graduándose en 1928 a la edad de 21 años.
En el desarrollo de su tesis de graduación, redactó un trabajo sobre la futura evolución en el diseño de aeronaves, en particular de vuelo a gran altura y velocidades de más de 800 km/h, poniendo de manifiesto que esto era imposible de alcanzar con los aviones de hélice. En su lugar proponía lo que hoy se conoce como termorreactor. 
En 1929 había desarrollado el concepto de un turborreactor, que envió al Ministerio del Aire por si podía resultar interesante, pero le contestaron que sus diseños eran impracticables. 
En 1930, al no estar interesada la RAF, solicita su primera patente. Durante esos años amplía sus estudios en la propia RAF y en la Universidad de Cambridge. En 1936, junto a dos exmiembros de la RAF, funda una empresa denominada Power Jets con el ánimo de desarrollar su motor. Con el apoyo de una entidad financiera, los trabajos comenzaron de forma experimental en una factoría ubicada en la ciudad de Rugby perteneciente a la empresa BTH (British Thomson Houston). Con el comienzo de la Segunda Guerra Mundial, el proyecto recibió un mayor apoyo del gobierno británico. Tras muchas dificultades, el primer vuelo accionado por el motor de Whittle se llevó a cabo en 1941, en un caza experimental británico. 
En 1942 lo envían a Estados Unidos para ayudar al proyecto en aquel país. Hacia el final de la guerra, se emplearon cazas con turborreactores en operaciones militares en Gran Bretaña contra Alemania.
En abril de 1944 se nacionalizó Power Jets convirtiéndose en la National Gas Turbine Establishment. Pocos años después, en 1948, Whittle se retiró de la RAF por motivos de salud y, en recompensa a sus aportaciones, el gobierno británico le concedió una gratificación de 100.000 libras y le nombró caballero.
En 1976 se estableció en los Estados Unidos, donde murió en la ciudad Columbia, estado de Maryland, en el año 1996.